# Demë Ali Pozhari
Demë Ali Pozhari (ur. 15 kwietnia 1905 w Pozharze, zm. 26 kwietnia 1975 w Stambule) – albański nacjonalista i działacz ruchu oporu podczas II wojny światowej, w 1944 roku burmistrz Plava.

## Życiorys
Podczas II wojny światowej działał w Balli Kombëtar. Był jedną z głównych osób odpowiedzialnych za organizację w latach 1941–1944 obrony albańskiej ludności przed czetnikami i partyzantami NOVJ w miejscowościach: Plav, Gusinje, Rožaje, Tutin oraz Novi Pazar. Zaangażował się także w nagłośnienie dokonanej przez 4 tysięcy czetników masakry w regionie Bihor, która miała miejsce 6 stycznia 1943 roku; zginęło 3741 osób, a 634 zostało rannych, ponadto leżące w tym regionie wioski zostały zrównane z ziemią. Został członkiem komisji zbierającej dane o tej zbrodni, jednocześnie pełnił funkcję zastępcy prefekta Rožaje. W 1944 roku pełnił funkcję burmistrza Plava.
Po II wojnie światowej został zaocznie skazany na karę śmierci przez albańskie władze komunistyczne z powodu działalności partyzanckiej, którą kontynuował do 1948 roku; potajemnie przedostał się do Grecji, następnie do Turcji, gdzie spędził resztę życia. Angażował się w umiędzynarodowienie kwestii Kosowa, mającego docelowo stać się integralną częścią Albanii. W 1968 roku został zaproszony do Albanii przez władze; Pozhari dwukrotnie odwiedził ten kraj w styczniu i w listopadzie. Osobiście zwrócił się do albańskiego przywódcy Envera Hodży o podjęcie środków mających na celu zjednoczenie Albanii z Kosowem.
W związku z antyjugosłowiańską działalnością kilkukrotnie był celem zamachów ze strony UDBA, która kilkukrotnie bezskutecznie wysyłała zamachowców do Turcji. Zmarł 26 kwietnia 1975 roku w Stambule, gdzie został pochowany.

## Życie prywatne
Pochodził z rodziny o tradycjach patriotycznych. Jego pradziadek Ali Rexha i jego brat Bekë zginęli w 1876 roku w Niszu podczas wojen serbsko–osmańskich. Demë był wnukiem Mehmeta oraz synem Alego; ten miał brata Sylë, obaj zginęli w 1913 roku.
Miał trzech braci: Metë, Rexhë i Rizë; byli oni kaczakami. Dwóch pierwszych zginęło z rąk organizacji Czarna Ręka w latach odpowiednio 1920 i 1928, natomiast Rizë zginął w 1923 roku podczas działań partyzanckich.
Był żonaty z Hatmonją, z którą miał pięcioro dzieci: synów Miftara (1924–1 listopada 1946), Brahima (1933–1947) i Afrima (1935–1947) oraz córki Metę i Zylyhaję. Każdy z synów został zabity z rąk działaczy Ligi Młodzieży Socjalistycznej Jugosławii; córka Meta zmarła z głodu w wieku trzech tygodni, a Zylyhaja została uwięziona przez jugosłowiańskie władze komunistyczne w wieku 16 lat. Hatmonja zmarła w więzieniu w wyniku tortur. Po 1948 roku urodził mu się kolejny syn Ibrahim.
Jego wnuk Armend Tafil Kukleci zginął w wojnie w Kosowie jako żołnierz UÇK.

## Odznaczenia i upamiętnienie
23 lipca 2012 roku prezydent Albanii Bamir Topi pośmiertnie uhonorował go Orderem Nderi i Kombit.
Jego imieniem nazwano jedną z ulic w Peciu.